# Julio Cobos
Julio César Cleto Cobos (ur. 30 kwietnia 1955 w Mendozie), argentyński polityk, wiceprezydent Argentyny od 10 grudnia 2007 do 10 grudnia 2011, gubernator Mendozy w latach 2003–2007.

## Życiorys
Julio Cobos ukończył budownictwo lądowe na Narodowym Uniwersytecie Technologicznym (Universidad Tecnológica Nacional), a następnie wykładał na tej uczelni. W 1991 wstąpił do Radykalnej Unii Obywatelskiej (UCR) i objął stanowisko urzędnika we władzach miejskich Mendozy. Od 1999 do 2000 był ministrem środowiska i robót publicznych w rządzie lokalnym prowincji Mendoza. W latach 1997–2003 był dziekanem filii Narodowego Uniwersytetu Technologicznego w Mendozie. 
Zwyciężył w wyborach na gubernatora Mendozy i 10 grudnia 2003 objął to stanowisko. Po wyborach został jednym z głównych zwolenników prezydenta Néstora Kirchnera z Frontu na rzecz Zwycięstwa. W 2007 kandydatka Frontu w wyborach prezydenckich, Cristina Fernández de Kirchner, zaproponowała mu start w wyborach na wiceprezydenta. Cobos przyjął ofertę, w następstwie czego w lipcu 2007 został usunięty z Radykalnej Unii Obywatelskiej. Po zwycięstwie Cristiny de Kirchner w wyborach prezydenckich, 10 grudnia 2007 objął stanowisko wiceprezydenta. 
17 lipca 2008 wiceprezydent Cobos w głosowaniu na temat rządowego projektu podniesienia podatków eksportowych na niektóre produkty rolne, swoim decydującym głosem przesądził o odrzuceniu przez Senat kontrowersyjnej ustawy, która w marcu 2008 wywołała w Argentynie powszechne protesty.